# LyricWiki
LyricWiki — бывшая база данных с текстами песен.

## История
Проект был создан Шоном Коломбо и представлял собой базу данных с текстами песен. В апреле 2006 года сайт получил награду Сайт месяца от DreamHost. По состоянию на 2007 год насчитывал 240 тысяч страниц и являлся одним из самых крупных проектов, использующих MediaWiki. В 2009 году Motive Force, компания Шона и владелец LyricWiki, получила иск от Национальной ассоциации музыкальных издателей, в результате чего сайт переехал на Wikia. По состоянию на 30 августа 2020 года проект имел версии на 18 языках и 2,05 миллиона страниц на английском языке.

### Закрытие проекта
2 апреля 2019 года в проекте закрыли редактирование, а 21 сентября 2020 года проект был закрыт. 